# J̌
O J̌ (minúscula: ǰ) é uma letra (J latino, adicionado do caron) e é usado em alguns esquemas de transcrição fonética ex.: ISO 9 e representa o som de acordo com o alfabeto fonético internacional /dʒ/. Também é usada nas escritas latinas ou na romanização de várias línguas iranianas e línguas pamir, além da romanização dos alfabetos: armênio, georgiano, berbere latino, as línguas tuaregues e o mongol clássico. A letra foi inventado por Karl Richard Lespius em seu alfabeto padrão no modelo de š e ž para evitar a confusão causada pela pronúncia ambígua da letra j nas línguas europeias.
1. ↑  «Transliteration Schemes For Mongolian Vertical Script». collab.its.virginia.edu. Consultado em 21 de maio de 2023
2. ↑  Lepsius, Richard (1863). Standard alphabet for reducing unwritten languages and foreign graphic systems to a uniform orthography in European letters. Harvard University. [S.l.]: London, Williams & Norgate; [etc., etc.]